# 鶴が丘 (横須賀市)
鶴が丘（つるがおか）は、神奈川県横須賀市の地名。現行行政地名は鶴が丘一丁目から鶴が丘二丁目。住居表示は実施済区域。

## 地理
横須賀市の北東部に位置し、北と東に不入斗町、南に平和台と汐見台、南西に衣笠栄町、西に坂本町と接している。

### 地価
住宅地の地価は、2023年（令和5年）1月1日の公示地価によれば、鶴が丘2-9-23の地点で10万8000円/m2となっている。

## 世帯数と人口
2023年（令和5年）4月1日現在（横須賀市発表）の世帯数と人口は以下の通りである。
| 丁目         | 世帯数  | 人口    |
| ------------ | ------- | ------- |
| 鶴が丘一丁目 | 332世帯 | 628人   |
| 鶴が丘二丁目 | 345世帯 | 841人   |
| 計           | 677世帯 | 1,469人 |

### 人口の変遷
国勢調査による人口の推移。
| 年                 | 人口  |
| ------------------ | ----- |
| 1995年（平成7年）  | 1,779 |
| 2000年（平成12年） | 1,784 |
| 2005年（平成17年） | 1,423 |
| 2010年（平成22年） | 1,589 |
| 2015年（平成27年） | 1,551 |
| 2020年（令和2年）  | 1,454 |

### 世帯数の変遷
国勢調査による世帯数の推移。
| 年                 | 世帯数 |
| ------------------ | ------ |
| 1995年（平成7年）  | 655    |
| 2000年（平成12年） | 693    |
| 2005年（平成17年） | 574    |
| 2010年（平成22年） | 636    |
| 2015年（平成27年） | 632    |
| 2020年（令和2年）  | 620    |

## 学区
市立小・中学校に通う場合、学区は以下の通りとなる（2022年3月時点）。
- 丁目、番・番地等 : 一丁目〜二丁目、各全域
  - 小学校 : 横須賀市立鶴久保小学校
  - 中学校 : 横須賀市立不入斗中学校

## 事業所
2021年（令和3年）現在の経済センサス調査による事業所数と従業員数は以下の通りである。
| 丁目         | 事業所数 | 従業員数 |
| ------------ | -------- | -------- |
| 鶴が丘一丁目 | 7事業所  | 70人     |
| 鶴が丘二丁目 | 10事業所 | 78人     |
| 計           | 17事業所 | 148人    |

### 事業者数の変遷
経済センサスによる事業所数の推移。
| 年                 | 事業者数 |
| ------------------ | -------- |
| 2016年（平成28年） | 13       |
| 2021年（令和3年）  | 17       |

### 従業員数の変遷
経済センサスによる従業員数の推移。
| 年                 | 従業員数 |
| ------------------ | -------- |
| 2016年（平成28年） | 74       |
| 2021年（令和3年）  | 148      |

## 施設
- 横須賀鶴が丘郵便局[15]

## その他

### 日本郵便
- 郵便番号 : 238-0056[2]（集配局 : 横須賀郵便局[16]）。